# Dank
Dank (románul Dâncu) falu Romániában Kolozs megyében (románul: Județul Cluj).

## Nevének említése
1839-ben, 1863-ban, 1873-ban Dinku néven említik.

## Lakossága
1850-ben már nincs magyar lakója, majd 1880-ban 10 fő vallja magát magyarnak az akkor 264 fős faluból. 1930-ban 470 főre duzzadt lakosságból már 16 fő a magyar. 1992-ben 183 román lakta a falut. Román lakói kezdetben görögkatolikusok, majd ortodoxok. 1930-ban az ortodox többség mellett, 5 görögkatolikus, 4 római katolikus és 12 református lélek lakja. 1992-ben 3 baptista mellett mindenki ortodox.

## Története
Eredetileg görögkatolikus, jelenleg ortodox fatemploma 1740-ben épült.
A falu a trianoni békeszerződésig Kolozs vármegye Hídalmási járásához tartozott.